# Deep Space Transport
Deep Space Transport — пілотований міжпланетний космічний корабель, який проектується та розробляється NASA, для здійснення місій з транспортування екіпажів до супутників Марса та його поверхні. Корабель використовуватиме електричні і хімічні двигуни, максимальна кількість екіпажу — шість астронавтів, вони будуть розміщені у великому житловому модулі. Deep Space Transport будуватиметься за допомогою системи космічних запусків, а після закінчення місії — корабель має бути повернений для повторного використання, після сервісного обслуговування.